# 欣特旺根
欣特旺根（德語：Hüntwangen）是瑞士联邦苏黎世州比拉赫区的市镇。该市镇面积为4.97平方千米，海拔高度390米，2018年12月31日人口数为1,031。

## 外部連結
- 欣特旺根官方网站 （页面存档备份，存于） （德文）